# Nagydorog
Nagydorog je velká obec v župě Tolna v Maďarsku.
Žije zde přibližně 2 400 obyvatel.
V Nagydorogu se na rodila herečka Vilma Bánkyová (1901–1991).